# Riverside (Whangārei)
Pour les articles homonymes, voir Riverside.
Riverside est une banlieue de la cité de Whangārei, située au nord de la région du Northland, dans l’Île du Nord de la Nouvelle-Zélande.

## Situation
Elle est localisée à l’est du centre de la cité de l’autre côté du fleuve Hātea.

## Municipalités limitrophes
Pohe Island est un espace ouvert de 54 kilomètres carrés, qui est adjacent à l’embouchure du fleuve Hātea  et du mouillage de Whangārei Harbour (en).
Il contient le parc du mémorial William Fraser. William Mackenzie Fraser (en), pour qui le parc a été dénommé était un ingénieur travaillant pour le Whangarei County (en) de 1907 à 1918, qui a occupé différentes positions au sein du « Whangarei Harbour Board » de 1920 jusqu’en 1947, et était membre du Conseil du Comté de 1947 jusqu’à sa mort en 1960.

## Démographie
La localité de « Riverside » avait une population de 2085 habitants lors du recensement de recensement de 2018 en Nouvelle-Zélande, en augmentation de 294 personnes (soit 16,4 %) depuis le recensement de 2013 en Nouvelle-Zélande, et en augmentation de  138 personnes (soit 7,1 %) depuis celui de  recensement de 2006 en Nouvelle-Zélande.
Il y a 813 foyers.
On compte 1032 hommes et 1053 femmes donnant ainsi un sexe-ratio de 0,98 homme pour une femme.
Parmi la population totale, 360 personnes(soit17,3 %)  ont  un âge allant jusqu’à 15 ans, 393 personnes (soit 18,8 % ) sont âgées entre 15 et 29 ans, 951 personnes (soit 45,6 %) son âgées de 30 à 64 ans  et 381 personne (soit 18,3 %) ont 65 ans ou plus.
L’ethnicité est pour 82,2 % européen/Pākehā, pour  27,9 % Māori, pour 4,0 % des personnes des peuples venant du Pacifique, pour 3,5 % d’origine asiatique et  2,0 % d’une autre ethnicité, sachant que des personnes peuvent s’identifier de plusieurs ethnicités en fonction de leur parenté.
Le pourcentage de personnes nées outre-mer est de 19,6 %, comparé avec les 27,1 % au niveau national.
Bien que certaines personnes déclinent de donner leur religion, 54,7 % disent n’avoir aucune religion, 32,5 % se disent chrétiens, et 4,9 % avaient une autre religion.
Parmi ceux, qui ont au moins 15 ans, 321 personnes (soit 18,6 %) ont une licence ou un degré supérieur, et 261 personnes (soit 15,1 % n’ont aucune qualification formelle.
Le revenu médian est de 33,500 $.
Le statut d’emploi de ceux de plus de 15 ans d’âge, est pour 891 personnes (soit 51,7 %) :employées à plein temps, pour 252 personnes (soit 14,6 %): employées à temps partiel et 63 personnes (soit 3,7 %) sont sans emploi.